# Wolschsk
Wolschsk (russisch Волжск, Mari Юлсер-Ола/Julser-Ola) ist eine Stadt in der Republik Mari El (Russland) mit 55.659 Einwohnern (Stand 14. Oktober 2010).

## Geographie
Die Stadt liegt etwa 100 km südöstlich der Republikhauptstadt Joschkar-Ola am linken Ufer der Wolga (Kuibyschewer Stausee), etwa 5 km südöstlich der Mündung des Ilet.
Wolschsk ist der Republik administrativ direkt unterstellt und zugleich Verwaltungszentrum des gleichnamigen Rajons.

## Geschichte
Im Gebiet der heutigen Stadt gab es nach Dokumenten des 16. und 17. Jahrhunderts eine russische Siedlung Lopatin bzw. Lopatino. 1940 erhielt der Ort unter dem heutigen Namen Stadtrecht.

### Bevölkerungsentwicklung
| Jahr | Einwohner |
| ---- | --------- |
| 1939 | 19.486    |
| 1959 | 33.412    |
| 1979 | 52.035    |
| 1989 | 60.919    |
| 2002 | 58.967    |
| 2010 | 55.659    |

Anmerkung: Volkszählungsdaten

## Galerie

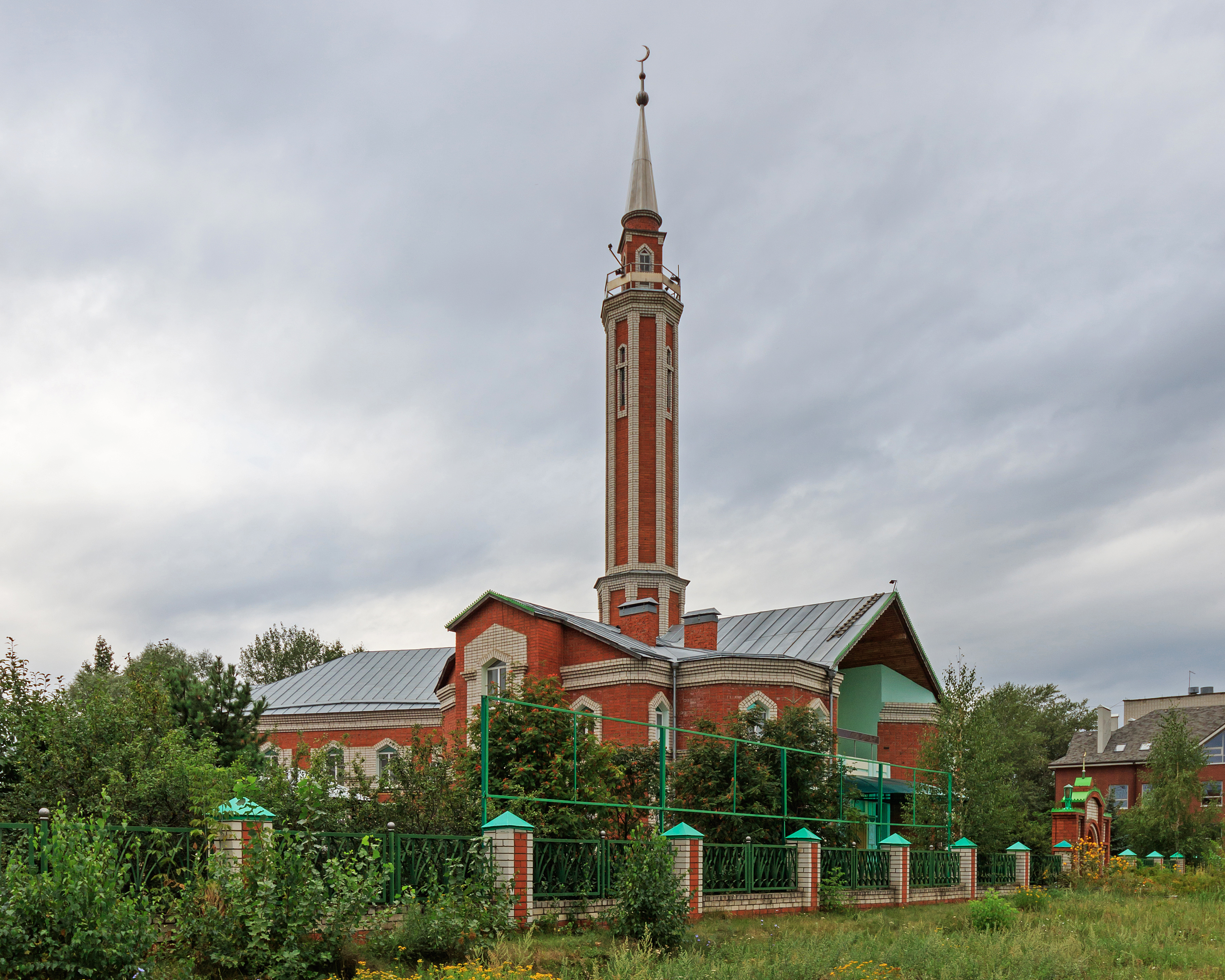
Moschee in Wolschsk
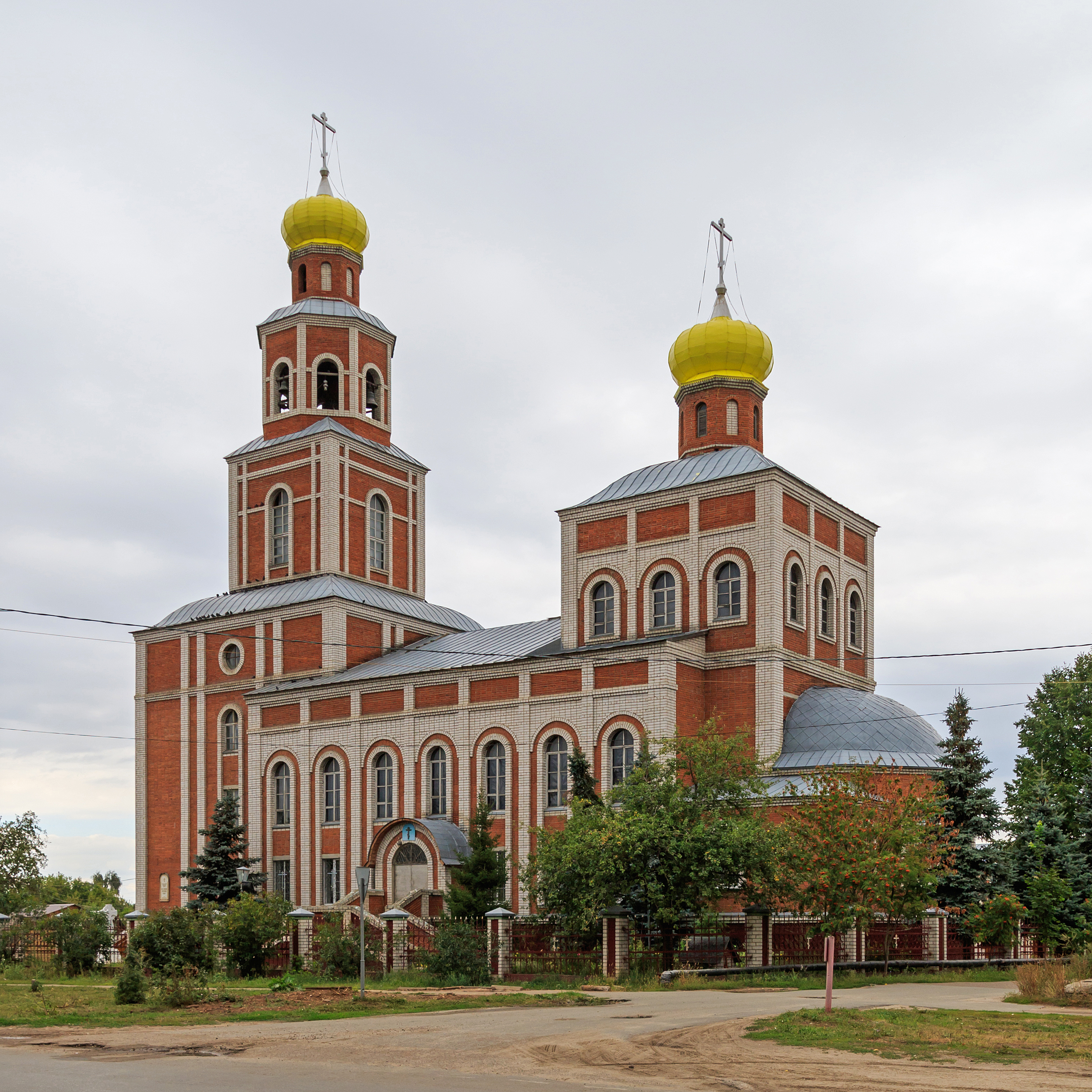
Nikolaus-Kirche
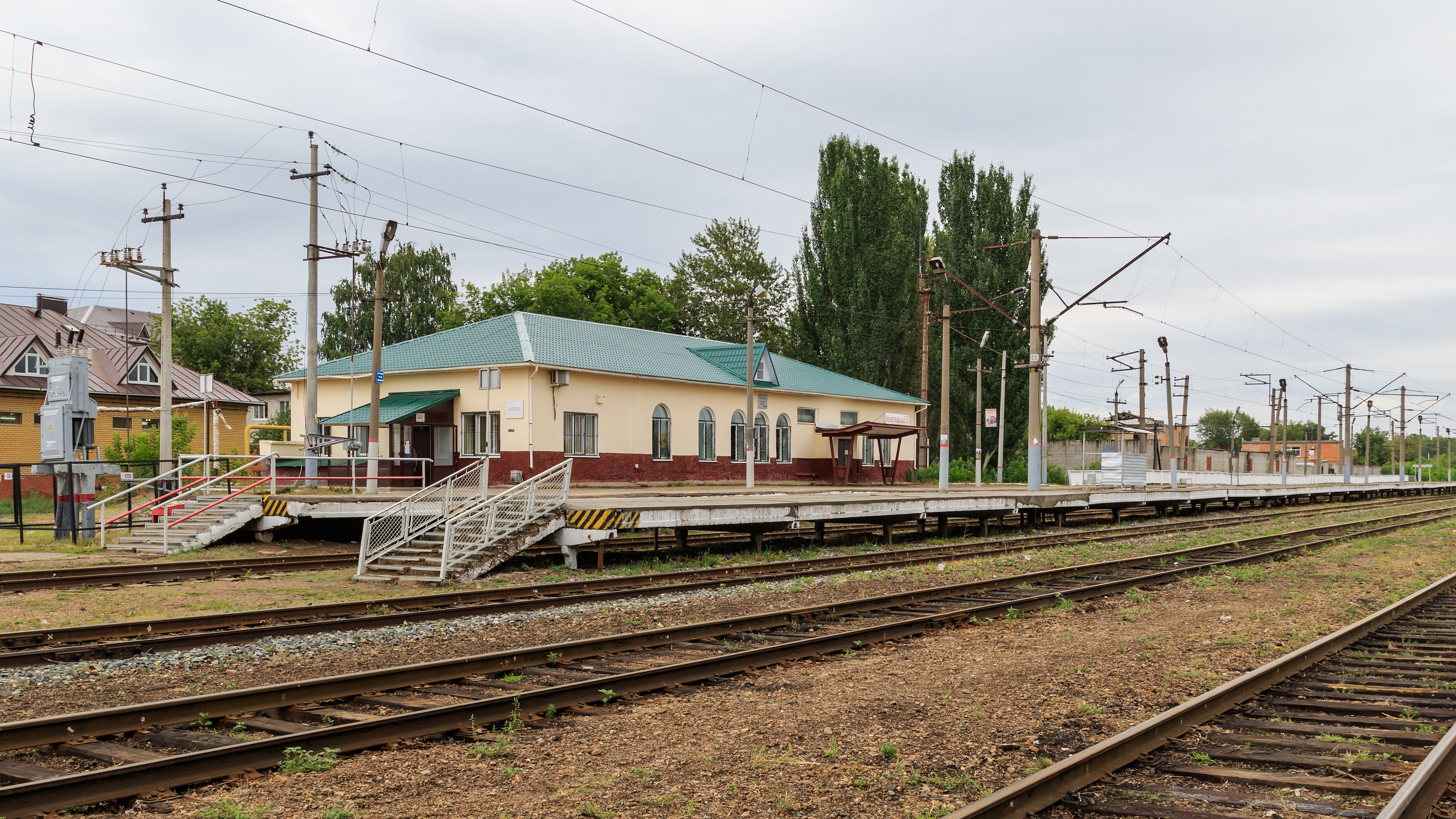
Eisenbahnstation
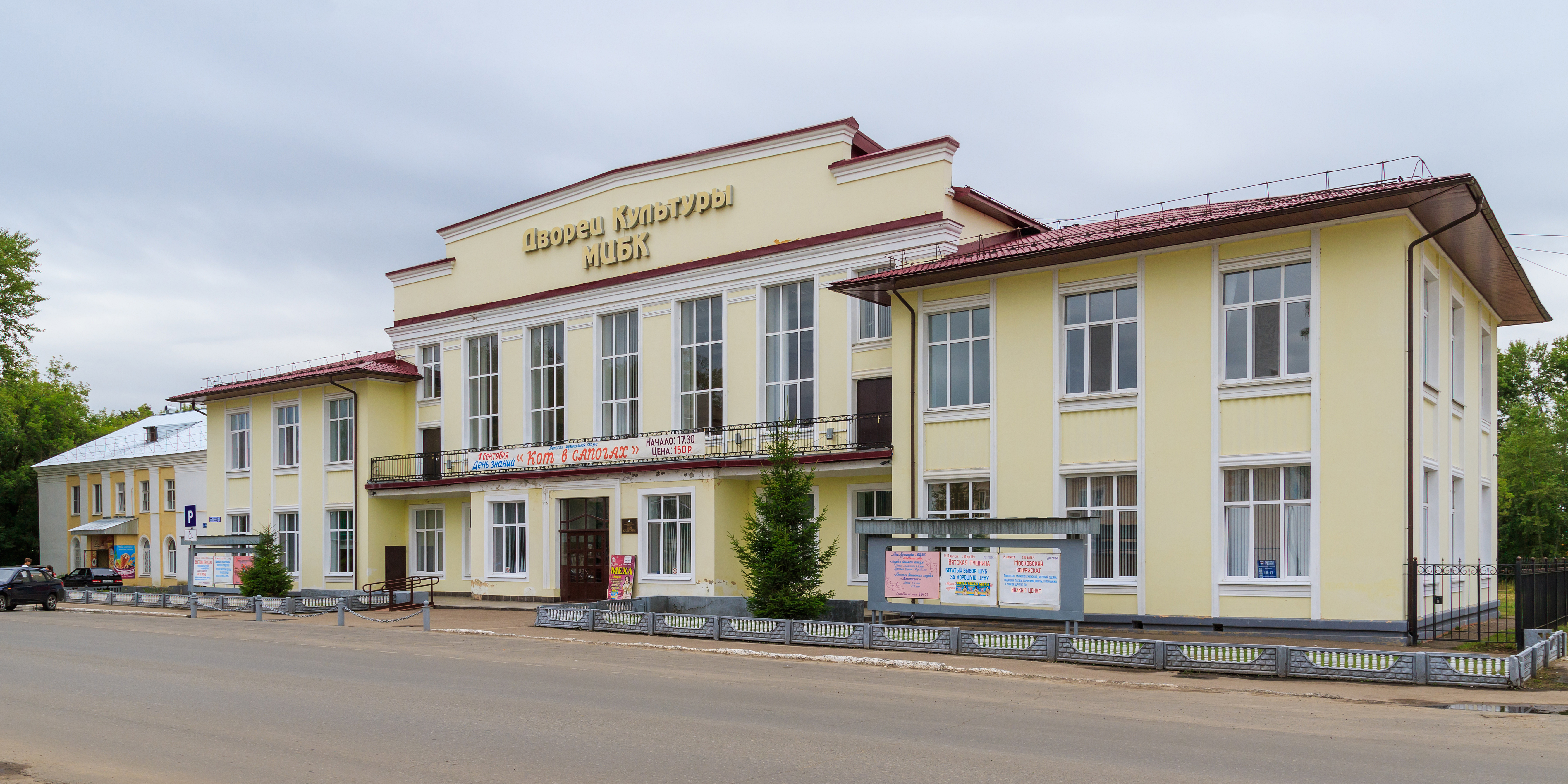
Kulturhaus
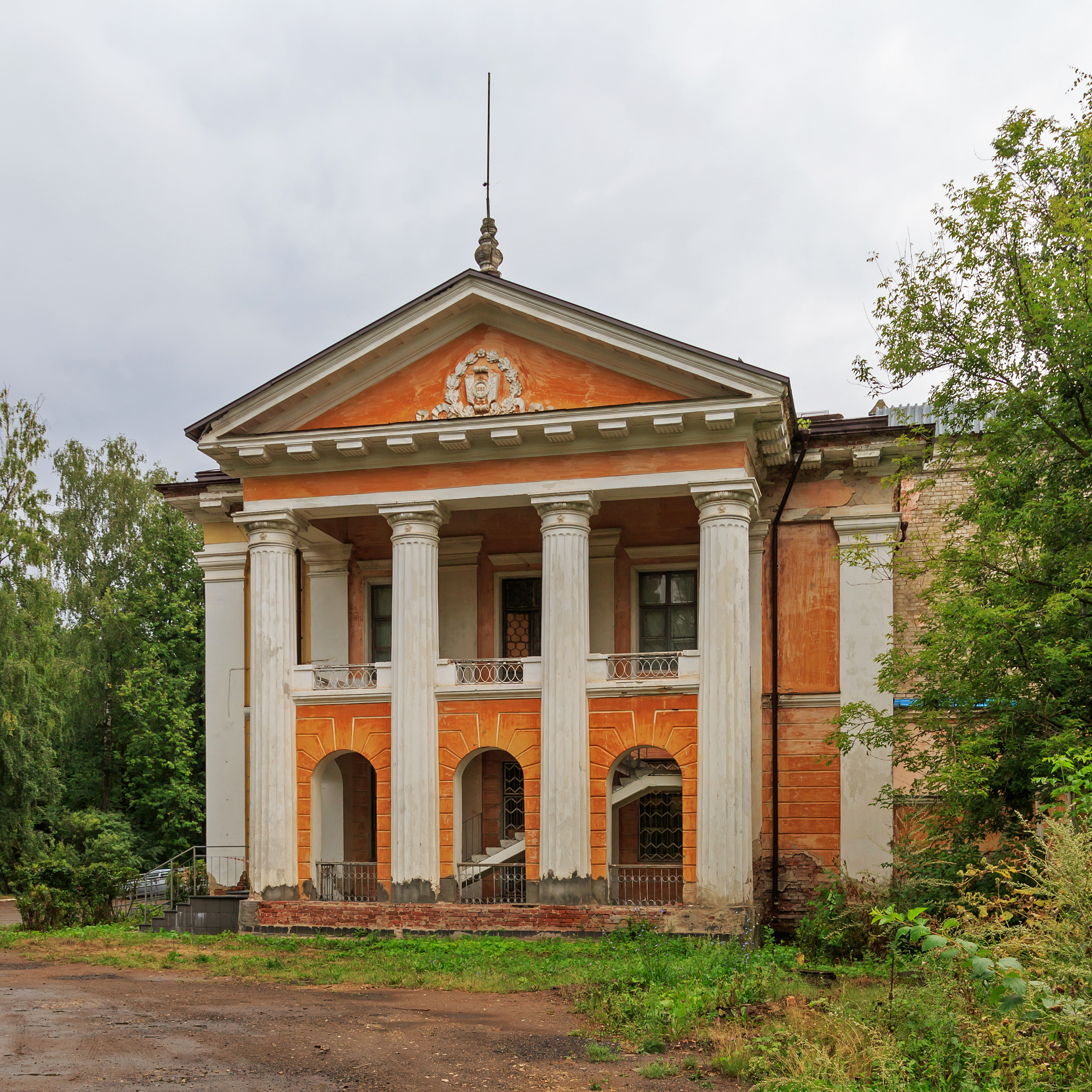
Heimatmuseum